# JewishGen
JewishGen ist eine US-amerikanische Website, eine Online-Datenbank zur Recherche genealogischer Informationen. Sie ist eine Non-Profit-Organisation mit drei festen und über 1.000 freiwilligen Mitarbeitern und organisatorisch dem Museum of Jewish Heritage in New York verbunden. JewishGen wurde 1987 durch Susan E. King gegründet und steht heute unter der Leitung von Warren Blatt, Avraham Groll und Michael Tobias.
Auffindbar sind unter anderem Informationen zum Holocaust, etwa Listen der Mitglieder jüdischer Gemeinden in Deutschland, die deportiert und getötet wurden. Man kann nach Ort oder Name suchen. Momentan umfasst die Datenbank um die 20 Millionen Datensätze. Die Teildatenbank ShtetlSeeker ist eine Datenbank, um Ortschaften in 45 Ländern Mittel- und Zentraleuropa sowie im Nahen Osten zu suchen. Mit Worldwide burial Registry (JOWBR) kann man weltweit nach Begräbnisplätzen suchen.